# Rai 1
Rai 1 é o principal canal televisivo da RAI (Radio-televisione Italiana). É um canal generalista, voltado para o entretenimento, informação e programas educativos

## História
Começou em 3 de Janeiro de 1954 como Programma Nazionale (Programa Nacional), em 1975 passou a se Chamar Rete 1, e em 1983 conseguiu seu atual nome.
É um canal generalista, que compete diretamente com o Canale 5 da Mediaset. É influenciado pelos Demócratas Cristianos. Seu diretor é Fabrizio Del Noce desde 2002. Sua audiência é de 22,4% (horário Estelar de maio de 2006).

## Presidentes da Rai Uno
| Nome              | Ano de Início | Ano Terminado |
| ----------------- | ------------- | ------------- |
| Mimmo Scarano     | 1976          | 1979          |
| Paolo Valmarana   | 1980          | 1980          |
| Emmanuele Milano  | 1980          | 1985          |
| Giuseppe Rossini  | 1986          | 1988          |
| Carlo Fuscagni    | 1989          | 1993          |
| Nadio Delai       | 1994          | 1995          |
| Brando Giordani   | 1995          | 1996          |
| Giovanni Tantillo | 1996          | 1998          |
| Agostino Saccà    | 1998          | 2000          |
| Pier Luigi Celli  | 2000          | 2000          |
| Maurizio Beretta  | 2000          | 2001          |
| Agostino Saccà    | 2001          | 2002          |
| Fabrizio Del Noce | 2002          | 2009          |
| Mauro Mazza       | 2009          | 2012          |
| Giancarlo Leone   | 2012          | 2016          |
| Andrea Fabiano    | 2012          | 2017          |
| Angelo Teodoli    | 2017          | presente      |

## Programas

### Show
- Festival di Sanremo (1955 - presente)
- Domenica in (1976 - presente)
- L'anno che verrà (2003 - presente)
- Zecchino d'Oro (1959 - presente)
- Ballando con le stelle (2005 - presente)
- I migliori anni (2008 - presente)
- Notti sul ghiaccio (2006 - presente)
- La prova del cuoco (2000 - presente)
- Tale e Quale Show (2012 - presente)
- Ti lascio una canzone (2008 - presente)
- Così lontani così vicini (2013 - presente)
- Carosello (1957 - 1977, 2013 - presente)
- Si può fare! (2014 - presente)

### Concursos
- Affari tuoi (2003 - presente)
- L'eredità (2002 - presente)
- Reazione a catena - L'intesa vincente (2007 - presente)

### Informação
- TG1 (1954 - presente)
- Meteo1 (1954 - presente)
- Speciale TG1 (1976 - presente)
- Tv7 (1963 - presente)
- Euronews (em simulcast)
- Tribuna elettorale (1960 - presente)
- Tribuna politica (1961 - presente)
- Appuntamento al Cinema (1981 - presente)
- Porta a Porta (1996 - presente)
- Unomattina (1986 - presente)
  - Unomattina estate (1992 - presente)
  - Unomattina in famiglia (2010 - presente)
- La vita in diretta (2000 - presente) anteriormente na Rai 2
- Buongiorno benessere - Tutti i colori della salute (2014 - presente)
- Sottovoce (1994 - presente)
- S'è fatta notte (2012 - presente)
- Petrolio (2013 - presente)
- I love you - Ama! ...e fa' ciò che vuoi (2014)
- L'arena  (2013 - presente)

### Programas culturais
- Superquark (1995 - presente)
  - Speciale Superquark (2001 - presente)
- Linea verde (1981 - presente)
- Linea bianca (2014 - presente)
- Lineablu (1993 - presente)
- Dreams Road (2004 - presente)
- Road Italy (2012)
- Easy Driver (2002 - presente)
- Overland (1995 - presente)
- Passaggio a Nord Ovest (1997 - presente)
- Cinematografo
- Milleeunlibro - Scrittori in Tv
- Sette note

### Programas religiosos
- A sua immagine

### ProgramasRai Cultura
- Rewind - Visioni private
- Magazzini Einstein
- Scrittori per un anno

### Series
- Il restauratore (2012 - presente)
- Caccia al re - La narcotici (2011 - presente)
- Il giovane Montalbano (2012 - presente)
- Fuoriclasse (2011 - presente)
- Che Dio ci aiuti (2011 - presente)
- Don Matteo (2000 - presente)
- Il commissario Montalbano (1999 - presente)
- Rex (stag. 4+)(2008 - presente)
- Last Cop - L'ultimo sbirro (2012 - presente)
- Provaci ancora prof (2005 - presente)
- Questo nostro amore (2012 - presente)
- Una grande famiglia (2012 - presente)
- Un ciclone in convento[4] (2004 - presente)
- Un caso di coscienza (2003 - preesente)
- Un medico in famiglia (1998 - presente)
- Un passo dal cielo (2011 - presente)
- Braccialetti rossi (2014 - presente)
- Una buona stagione (2014)
- Un'altra vita (2014)
- Una pallottola nel cuore (2014)
- La dama velata (em 2015)
- Una casa nel cuore (2015)
- La Catturandi (TBA)
- Il sistema (TBA)
- Il sole negli occhi (TBA)
- Sotto copertura (TBA)

### Mini-series
- Ragion di Stato (2015)
- L'angelo di Sarajevo (2015)
- Max & Helene (2015)
- L'Oriana (2015)
- Pietro Mennea - La freccia del Sud (2015)
- Anna & Yusef (2015)

### Telenovelas
- Legàmi

#### Outros
- Da Da Da
- Techetechetè